# 박세진 (축구 심판)
박세진(1989년 10월 13일~)은 대한민국의 축구 심판으로 현재 K리그2, WK리그 심판으로 활동 중이다.

## 심판 경력
중, 고등 시절 선생님들께서 국제 심판 및 심판 활동하시는 모습을 보고 심판에 관심이 생겨서 대학 시절 자격증 취득하였다.

## 수상 내역
- 제29회 여왕기 전국여자축구대회 최우수 심판
- 대한축구협회 올해의 심판상 : 2022

## 기타
2024년 4월 14일 K리그2 7라운드 안산 그리너스와 경기에서 김용환이  노경호와 공을 다투다가 뒤에서 팔로 밀쳐 반칙 판정을 받았다. 심판의 판정 뒤 김용환이 노경호에게 향하자 몸싸움을 우려한 주심이 이를 제지하려 김용환에게 다가갔고, 김용환은 두 손으로 심판의 어깨를 거세게 밀쳤다.
2025년 7월 13일 부천과 김포 K2경기에서 83분경에 PK에 대한 판정 논란이 있다. VAR 요청에 의해 온필드리뷰를 하였지만 노PK를 판정하며 많은 축구팬들로부터 비판을 받고 있다.

## 참여 대회
- K리그2
- WK리그

1. ↑   https://www.youtube.com/shorts/VgyA2RTq5Dg. |제목=이(가) 없거나 비었음 (도움말)